# Бестау (Актюбинская область)
Бестау (каз. Бестау, до 2007 г. — Пятигорка) — село в Хобдинском районе Актюбинской области Казахстана. Административный центр Бестауского аульного округа. Код КАТО — 154235100.

## Население
В 1999 году население аула составляло 920 человек (449 мужчин и 471 женщина). По данным переписи 2009 года, в ауле проживал 651 человек (321 мужчина и 330 женщин).